# Reacción de Gomberg-Bachmann
La reacción de Gomberg-Bachmann (llamada por algunos autores reacción de Gomberg-Bachmann-Hey) es una reacción orgánica que consiste en un acoplamiento (O copulación) de dos anillos aromáticos, uno que contiene un activante (por lo general un hidroxilo o un alcóxido) y el otro, una sal de diazonio. El nombre de la reacción se estableció en honor al químico ucraniano-estadounidense Moses Gomberg y al químico estadounidense Werner Emmanuel Bachmann, que la establecieron en 1924.

## Mecanismo
El mecanismo se puede dividir en cinco pasos:

## Aplicaciones
La reacción presenta un amplio espectro tanto en los derivados del arilo activado como en los de la sal de diazonio. Sin embargo, el procedimiento original presenta rendimientos bajos (menos del 40%) debido a las reacciones secundarias de la sal de diazonio. Se han reportado diversas modificaciones; una de ellas consiste en el uso de tetrafluoroboratos de diazonio en un areno como solvente y empleando catálisis de transferencia de fase. Otra propuesta es el uso de 1-aril-3,3-dialquiltriazenos.

## Reacción de Pschorr
La Reacción de Pschorr es una variante intramolecular, en donde ambos anillos se encuentran vinculados por un sustituyente bivalente:
El grupo Z puede ser CH2 (Metileno), CH2CH2 (Etileno), NH (Puente imino) o CO (Carbonilo).